# Pan z gramofonem
Pan z gramofonem – obraz namalowany w 1926 r. przez Marka Włodarskiego, znajdujący się w zbiorach Muzeum Narodowego w Warszawie pod numerem inwentarzowym MPW 313.

## Treść
Obraz przedstawia mężczyznę z gramofonem. Postać składa się z figur i brył geometrycznych, głównie kół i walców, wyobrażających kończyny postaci, połączonych ze sobą na wzór maszyny. Zarówno postać ludzka, jak i gramofon, zbudowane są z podobnych form, natomiast cechą przeciwstawną, nadającą charakter prowincjonalizmu, jest twarz z podkręconymi wąsami.
Obraz powstał w okresie fascynacji Włodarskiego puryzmem, nie jest jednak w pełni zgodny z jego zasadami.

## Technika
Obraz olejny na płótnie, wymiary 85 × 90 cm.